# Sukamulya (Karangtengah)
Sukamulya is een bestuurslaag in het regentschap Cianjur van de provincie West-Java, Indonesië. Sukamulya telt 4515 inwoners (volkstelling 2010).